# Lil Uzi Vert
Symere Woods (amb el nom artístic de Lil Uzi Vert; Filadèlfia, 31 de juliol de 1995) és un cantant de trap estatunidenc el qual té un gran pes en aquest àmbit musical. Va néixer el 31 de juliol de 1995 a Filadèlfia, Pennsilvània. La seva música es defineix per tractar temes, sovint, foscos i imatges construïdes sobre un enfocament emocional que es comunica amb una melodia d'estil trap.

## Biografia[1][2][3]
Lil Uzi Vert (Symere Woods), va néixer el 31 de juliol de 1995 a Filadèlfia, Pennsilvània. Tot i ser americà la seva família és d'origen africà. Mesura 163 cm. Lil Uzi Vert, va explicar que el significat del seu nom artístic és degut al seu estil de rapeig, ràpid com una metralladora. Uzi és un tipus de metralladora.

## Infantesa
Symere Woods, va passar la seva infància al barri de Francesville, que es troba a la zona nord de Filadèlfia. Va créixer escoltant cantants com Mike Jones i Ying Yang Twin. El primer àlbum de música que va comprar Woods, va ser el debut del raper Mike Jones. Més tard va començar escoltar molt dos gèneres underground com són el trap i el Hip hop. Aquests gèneres van influir molt en el seu estil musical.
Lil Uzi Vert va començar a rapejar cursant el desè grau, quan va escoltar a un company de classe que ho feia. Aquest company es diu William Aston, qui va fer un rap freestyle sobre la instrumental d'una cançó de Chris Brown. Un temps després, Woods, el seu amic Aston i un altre amic van crear un grup de música rap, sota el nom de Steaktown.
Quan Lil Uzi Vert va acabar el curs va deixar l'escola i va començar a treballar en una tenda de la cadena “Bottom Dolar”. Després de quatre dies de treball, Lil Uzi va decidir deixar la feina. Posteriorment la seva mare el va fer fora de casa, va ser llavors quan va començar a prendre’s la música més seriosament fins a aconseguir el reconeixement que té avui en dia.

## Carrera Musical[1][3]
Lil Uzi va obtenir el reconeixement inicial després del llançament del mixtape comercial Luv Is Rage (2015), que el va portar a signar un contracte discogràfic amb Atlantic Records, que formava part de la marca Generation Now de DJ Drama. La fama li va arribar mesos més tard del llançament del seu senzill "Money Longer" l'any 2016. El tema va assolir la posició número 54 del Billboard Hot 100, i més tard es va convertir en doble platí certificat.
En els darrers dos anys, les cançons de Lil Uzi Vert han estat força escasses. Poc després del llançament de Luv Is Rage 2, l'àlbum del 2017 que va situar a Lil Uzi en el panorama musical, a principis de 2018 va començar a deixar la música. Va fer veure als seus seguidors que la seva discogràfica Generation Now, DJ Drama i Don Cannon, li impedien llançar nova música; només va llançar una cançó en solitari el 2018.
A principis de març d'aquest any, Lil Uzi va treure “Eternal Atake”, un àlbum molt esperat per tots els seus fans, ja que aquest l'àlbum s'havia endarrerit diverses vegades. Eternal Atake utilitza extraterrestres i l'espai com a ambientació. L'àlbum consta de 18 cançons, la majoria de les quals tracten sobre els diners, el luxe, les noies i l'angoixa, un sentiment que sempre ha inspirat la seva música.

## Tipus de Música[7][8][9][10]
A través del gènere musical (rap/trap) Lil Uzi Vert vol expressar un enfocament emocional. Això va dir el cantant quan li van preguntar sobre el tema en una entrevista.
"Intento crear el meu propi món", declara el jove de 20 anys. “És rap, però tinc molta influència del rock. La meva intenció és que quan algú escolta les meves cançons l'experiència sigui fosca i emocional.
Les seves cançons són de diferents gèneres: des del hip-hop, rap, rap emocional i fins i tot cançons amb semblances al rock. Per exemple a l'últim àlbum de Lil Uzi, “Eternal atake”, el gènere que hi predomina és el hip-hop contemporani.
També va dir això sobre la seva música: "Prenc el rap modern i hi poso més influència musical. Vull mostrar a la gent el futur i el que es pot arribar a fer amb el so. Així és com m’expresso en la música i com sóc. Aquest és el meu món".

## Premis
| Any  | Premi                    | Nominació                    | Categoria                        | Resultat |
| 2017 | Billboard Music Awards   | Ell mateix                   | Millor artista nou               | Nominat  |
| 2017 | Billboard Music Awards   | "Bad and Boujee" (amb Migos) | Millors cançons de Rap           | Nominat  |
| 2017 | Billboard Music Awards   | "Bad and Boujee" (amb Migos) | Millor col·laboració de Rap      | Nominat  |
| 2017 | MTV Video Music Awards   | "Bad and Boujee" (amb Migos) | Millor video de hip-hop          | Nominat  |
| 2017 | MTV Video Music Awards   | "XO Tour Llif3"              | Millor cançó del estiu           | Campió   |
| 2018 | Premis Grammy            | Ell mateix                   | Millor artista nou               | Nominat  |
| 2018 | Premis Grammy            | "Bad and Boujee" (amb Migos) | Millor actuació de rap           | Nominat  |
| 2018 | iHeartRadio Music Awards | "Bad and Boujee" (amb Migos) | Millor cançó de hip-hop de l'any | Nominat  |
| 2018 | iHeartRadio Music Awards | Ell mateix                   | Millor artista nou de hip-hop    | Nominat  |
| 2018 | MTV Video Music Awards   | Ell mateix                   | Millor artista nou               | Nominat  |